# Kabinett Geir Haarde I

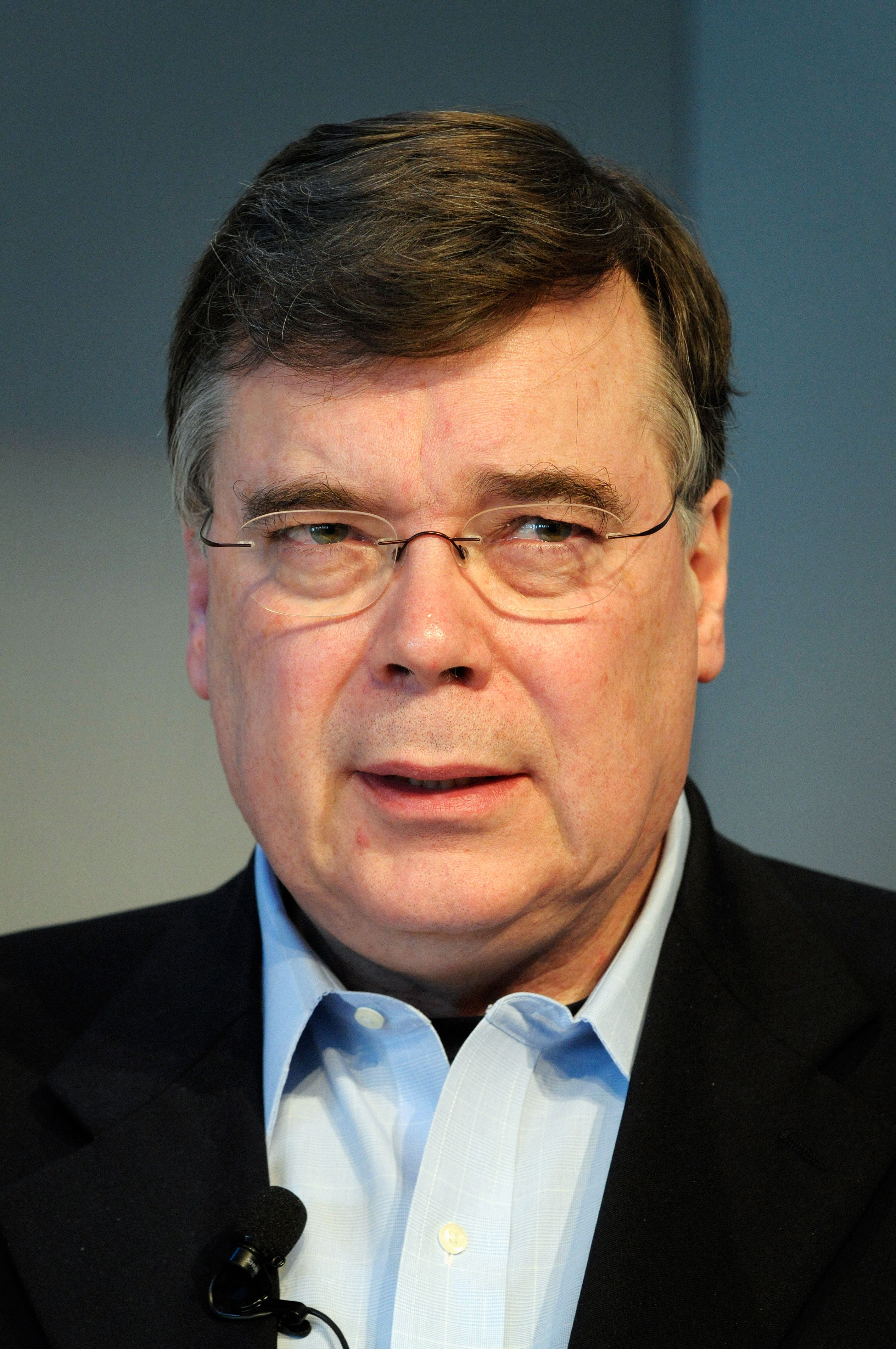
Geir Haarde war von 2006 bis 2009 Premierminister von Island

Das Kabinett Geir Haarde I war eine Regierung der am 17. Juni 1944 ausgerufenen Demokratischen Republik Island (isländisch Lýðveldið Ísland). Es wurde am 15. Juni 2006 gebildet und löste das Kabinett Halldór Ásgrímsson ab. Es blieb bis zum 24. Mai 2007 im Amt, woraufhin es vom Kabinett Geir Haarde II abgelöst wurde. 
Dem Kabinett gehörten Mitglieder der Unabhängigkeitspartei (Sjálfstæðisflokkurinn) sowie der Fortschrittspartei (Framsóknarflokkurinn) an.

## Regierungsmitglieder
| Amt                                                    | Amtsinhaber                    | Beginn der Amtszeit | Ende der Amtszeit |
| ------------------------------------------------------ | ------------------------------ | ------------------- | ----------------- |
| Premierminister                                        | Geir Haarde                    | 15. Juni 2006       | 24. Mai 2007      |
| Minister für Statistik (Hagstofa Íslands)              | Geir Haarde                    | 15. Juni 2006       | 24. Mai 2007      |
| Außenministerin                                        | Valgerður Sverrisdóttir        | 15. Juni 2006       | 24. Mai 2007      |
| Finanzminister                                         | Árni M. Mathiesen              | 15. Juni 2006       | 24. Mai 2007      |
| Justizminister und Minister für Kirchenangelegenheiten | Björn Bjarnason                | 15. Juni 2006       | 24. Mai 2007      |
| Fischereiminister                                      | Einar K. Guðfinnsson           | 15. Juni 2006       | 24. Mai 2007      |
| Landwirtschaftsminister                                | Guðni Ágústsson                | 15. Juni 2006       | 24. Mai 2007      |
| Minister für Industrie und Handel                      | Jón Sigurðsson                 | 15. Juni 2006       | 24. Mai 2007      |
| Umweltministerin                                       | Jónína Bjartmarz               | 15. Juni 2006       | 24. Mai 2007      |
| Sozialminister                                         | Magnús Stefánsson              | 15. Juni 2006       | 24. Mai 2007      |
| Ministerin für Gesundheit und soziale Sicherheit       | Siv Friðleifsdóttir            | 15. Juni 2006       | 24. Mai 2007      |
| Verkehrsminister                                       | Sturla Böðvarsson              | 15. Juni 2006       | 24. Mai 2007      |
| Bildungsministerin                                     | Þorgerður Katrín Gunnarsdóttir | 15. Juni 2006       | 24. Mai 2007      |